# Vadama
Vadama es una ciudad censal situada en el distrito de Thrissur en el estado de Kerala (India). Su población es de 11573 habitantes (2011). Se encuentra a 35 km de Thrissur y a 38 km de Cochín.

## Demografía
Según el censo de 2011 la población de Vadama era de 11573 habitantes, de los cuales 5443 eran hombres y 6140 eran mujeres. Vadama tiene una tasa media de alfabetización del 96,52%, superior a la media estatal del 94%: la alfabetización masculina es del 98,18%, y la alfabetización femenina del 94,48%.